# Hoher Seeblaskogel
Hoher Seeblaskogel är ett berg i Österrike.   Det ligger i distriktet Innsbruck-Land och förbundslandet Tyrolen, i den västra delen av landet, 400 km väster om huvudstaden Wien. Toppen på Hoher Seeblaskogel är 3 235 meter över havet, eller 483 meter över den omgivande terrängen. Bredden vid basen är 5,6 km.
Terrängen runt Hoher Seeblaskogel är huvudsakligen bergig, men den allra närmaste omgivningen är kuperad. Runt Hoher Seeblaskogel är det ganska tätbefolkat, med 80 invånare per kvadratkilometer.. Närmaste större samhälle är Sölden, 15,3 km söder om Hoher Seeblaskogel. 
Trakten runt Hoher Seeblaskogel består i huvudsak av gräsmarker.